# 여수시의 문화유산
여수시의 문화유산은 문화재보호법 제2조제1항에 열거된 유형으로서 문화재로 지정되지 아니한 것 중 향토의 역사·예술·학술 및 경관적으로 보존·보호·관리 할 가치가 있다고 지정 또는 인정되는 유형·무형·기념물·민속자료 등을 말한다.

## 지정 목록
| 번호 | 그림 | 명칭                      | 소재지             | 소유자 (관리자)    | 지정·해제일자        | 비고 |
| ---- | ---- | ------------------------- | ------------------ | ------------------ | -------------------- | ---- |
| 1호  |      | 이충무공 어머니 사시던 곳 | 여수시 웅천동 1849 | 여수시장           | 2013년 6월 24일 지정 |      |
| 2호  |      | 오충사                    | 여수시 웅천동 624  | 여수 압해정씨 문중 | 2014년 9월 5일 지정  |      |

## 참고 문헌
- 여수시 홈페이지 - 고시/공고